# Echinocereus stramineus

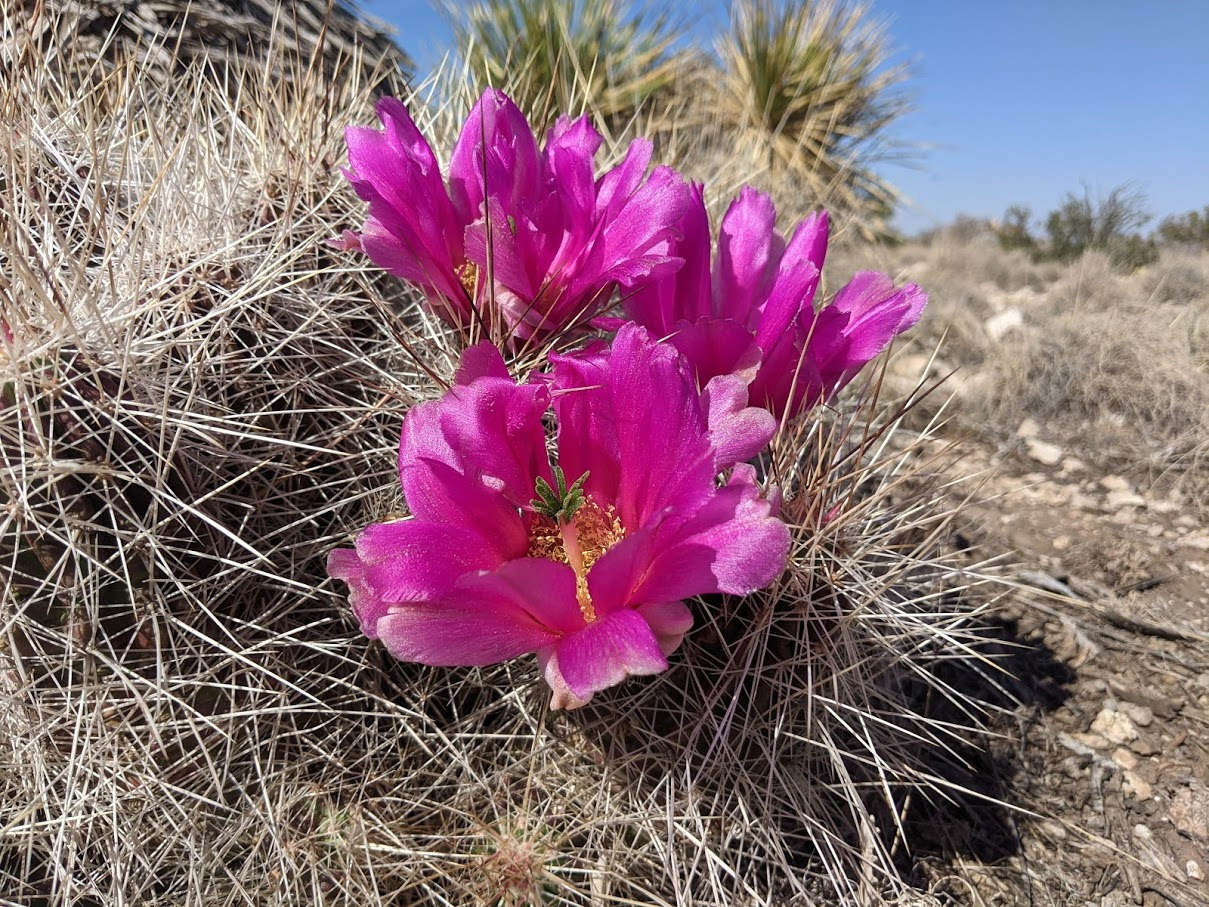
Blüten

Echinocereus stramineus ist eine Pflanzenart in der Gattung Echinocereus aus der Familie der Kakteengewächse (Cactaceae). Das Artepitheton stramineus entstammt dem Lateinischen, bedeutet ‚strohgelb‘ und verweist auf die Bedornung der Art. Trivialnamen sind „Agosteña“, „Porcupine Hedgehog Cactus“, „Sanjuanera“, „Spiny Strawberry Hedgehog“ und „Strawberry Cactus“.

## Beschreibung
Echinocereus stramineus wächst vieltriebig und bildet große Polster mit bis zu 500 Trieben und Durchmessern von über 1 Meter. Die zylindrischen sich zu ihrer Spitze hin allmählich verjüngenden Triebe sind bis zu 45 Zentimeter lang und weisen Durchmesser von bis zu 8 Zentimeter auf. Sie sind meist von der Bedornung verdeckt. Es sind zehn bis 17 Rippen vorhanden, die wenig gehöckert sind. Die ein bis vier kräftigen, drehrunden bis leicht abgeflachten, geraden bis etwas gebogenen, anfangs strohfarbenen Mitteldornen werden später weißlich. Sie weisen Längen von 4 bis 8,7 Zentimeter auf. Die sieben bis 14 anfangs rosafarbenen bis gelblichen und später weißlichen Randdornen sind bis zu 3 Zentimeter lang.
Die breit trichterförmigen Blüten sind leuchtend magentafarben und erscheinen in deutlichem Abstand zu den Triebspitzen. Sie sind 6 bis 12,5 Zentimeter lang und erreichen ebensolche Durchmesser. Die kugelförmigen, bei Fruchtreife roten, sehr fleischigen Früchte duften und schmecken nach Erdbeeren. Sie sind mit abfallenden glasigen Dornen besetzt.

## Verbreitung, Systematik und Gefährdung
Echinocereus stramineus ist im Südwesten der Vereinigten Staaten und in Zentral- bis Mittel-Mexiko verbreitet.
Die Erstbeschreibung als Cereus stramineus durch George Engelmann wurde 1856 veröffentlicht. Francisco Seitz stellte die Art 1870 in die Gattung Echinocereus. Weitere nomenklatorische Synonyme sind Echinocereus stramineus (Engelm.) Rümpler (1885) und Echinocereus enneacanthus var. stramineus (Engelm.) L.D.Benson (1969).
In der Roten Liste gefährdeter Arten der IUCN wird die Art als „Least Concern (LC)“, d. h. als nicht gefährdet geführt.

## Nachweise